# Ковалевка (Казахстан)
Ковале́вка (каз. Ковалевка) — село у складі Успенського району Павлодарської області Казахстану. Входить до складу Козикеткенського сільського округу.
Населення — 430 осіб (2021; 538 у 2009, 966 у 1999, 1207 у 1989).
Національний склад станом на 1989 рік:
- німці — 32 %
- українці — 29 %
- росіяни — 21 %